# Le Dernier Homme à pendre
Pour plus de détails, voir Fiche technique et Distribution.
Le Dernier Homme à pendre (The Last Man to Hang?) est un film britannique réalisé par Terence Fisher, sorti en 1956.

## Synopsis
Un jury doit décider si Sir Roderick Strood a empoisonné sa femme Daphné ou si sa mort est accidentelle...

## Fiche technique
- Titre français : Le Dernier Homme à pendre[1]
- Titre original : The Last Man to Hang?
- Réalisation : Terence Fisher
- Scénario : Ivor Montagu, Max Trell, d'après le roman The Jury de Gerald Bullett
- Adaptation : Gerald Bullett, Maurice Elvey
- Direction artistique : Allan Harris
- Costumes : Evelyn Gibbs
- Photographie : Desmond Dickinson
- Son : Wally Day
- Montage : Peter Taylor
- Musique : John Wooldridge
- Production : John W. Gossage
- Société de production : Association of Cinema Technicians, Warwick Film Productions
- Société de distribution : Columbia Pictures
- Pays d'origine :  Royaume-Uni
- Langue originale : anglais
- Format : Noir et blanc  — 35 mm — 1,85:1 — son mono
- Genre : Drame, Film de procès
- Durée : 75 minutes
- Dates de sortie : 
  - Royaume-Uni : août 1956
  - États-Unis : décembre 1956
  - France : 6 novembre 1959[1]

## Distribution
- Tom Conway : Sir Roderick Strood
- Elizabeth Sellars : Daphné Strood
- Eunice Gayson : Elizabeth Anders
- Freda Jackson : Madame Tucker
- Raymond Huntley : l'avocat général
- David Horne : Anthony Harcombe
- Victor Maddern : Bonaker
- Margaretta Scott : Madame Cranshaw
- Walter Hudd (en) : le juge
- Anthony Newley : Cyril Gaskin
- Anna Turner : Lucy Prynne
- Hugh Latimer : Mark Perryman
- Russell Napier : sergent Bolton
- Olive Sloane : Madame Bayfield
- Charles Lloyd Pack : Frognal
- Joan Hickson : Madame Prynne
- Leslie Weston : Bayfield
- Thomas Heathcote : Bracket
- Harold Goodwin : Cheed
- Bill Shine : Underhay
- Jack Lambert : major Forth
- Joan Newell : Madame Iseley
- Ronald Simpson : docteur Cartwright
- Tony Quinn : Nywood
- Hal Osmond : Coates
- Gillian Lynne : la fille de Gaskin
- Shelagh Fraser : Madame Bracket
- Harold Siddons : le médecin de Cheed
- Maya Koumani : l'infirmière de Cheed
- Dan Cunningham : le greffier
- Martin Boddey : inspecteur Horn
- John Schlesinger : docteur Goldfinger
- Conrad Phillips : docteur Mason
- Sheila Manahan : la sœur
- Rosamund Waring : infirmière Thomkins
- Michael McKeag : Ernie Bayfield
- John Stuart : le magistrat
- John Warren : le responsable des passeports

## Autour du film
Alors que le débat sur l'abolition de la peine de mort en Grande-Bretagne a commencé dès les années 1860, le gouvernement britannique met en place une nouvelle commission dans les années 1950. Son travail aboutira à la limitation du nombre de cas où la peine de mort peut être appliquée dans le Murder (Abolition of Death Penalty) Act 1965 (en).